# Isogenoides zionensis
Isogenoides zionensis és una espècie d'insecte plecòpter pertanyent a la família dels perlòdids.

## Hàbitat
En el seu estadi immadur és aquàtic i viu a l'aigua dolça, mentre que com a adult és terrestre i volador.

## Distribució geogràfica
Es troba a Nord-amèrica: el Canadà (la Colúmbia Britànica i els Territoris del Nord-oest) i els Estats Units (Alaska, Arizona, Colorado, Nou Mèxic i Utah).